# Jahlil Okafor
Jahlil Okafor (* 15. Dezember 1995 in Chicago, Illinois) ist ein nigerianisch-US-amerikanischer Basketballspieler, der bei den Indiana Pacers unter Vertrag steht. Er spielt auf der Position des Centers.

## Leben

### College
Der ehemalige Schüler der Whitney Young High School in Chicago besuchte die Duke University, um dort unter Mike Krzyzewski für die Blue Devils zu spielen. Okafor gelangen im Schnitt 17,3 Punkte, 8,5 Rebounds und 1,4 Blocks je Begegnung. Im NCAA-Division-I-Turnier 2014 führte er die Blue Devils ins Finale. Dort bezwang Duke die Wisconsin Badgers und gewann somit die NCAA Division I Basketball Championship. Nach seiner Freshman-Saison meldete sich der Center für die NBA-Draft an.

### Profi
Beim NBA-Draftverfahren 2015 wurde Okafor an dritter Stelle von den Philadelphia 76ers ausgewählt. Okafor wirkte in seinem ersten NBA-Jahr in 53 Spielen mit und erzielte 17,5 Punkte und 7,0 Rebounds im Schnitt. Ab März 2016 fehlte er, da er sich einem Eingriff am Knie unterziehen musste. Am Ende der Saison wurde er in das NBA All-Rookie First Team berufen. In seinem zweiten NBA-Jahr sanken seine Spielanteile, er erzielte nur noch 11,8 Punkte und 4,8 Rebounds im Schnitt. Im Dezember 2017 wurde an die Brooklyn Nets abgegeben, nachdem er in Philadelphia nicht mehr die gewünschte Einsatzzeit bekam.
Nach Ablauf seines Vertrages bei den Nets erhielt Okafor kein neues Angebot der Mannschaft und schloss sich mit einem teilweise garantierten Zweijahresvertrag den New Orleans Pelicans an. Dort stiegen seine Mittelwerte im Vergleich zu den vorherigen Stationen, ohne aber an seine Anfangszeit in Philadelphia heranzureichen. In Detroit sank Okafors Einsatzzeit wieder, es stellten sich des Weiteren wieder Kniebeschwerden ein, im Februar 2021 wurde er deshalb operiert. Im September 2021 gelangte er im Rahmen eines Tauschhandels zu den Brooklyn Nets zurück, wechselte dann zu den Atlanta Hawks weiter. Atlanta strich ihn Mitte Oktober 2021 noch vor dem Beginn der Saison 2021/22 aus dem Aufgebot.
Okafor bestritt im Jahr 2022 18 Spiele für die Zhejiang Guangsha Lions in China, im September 2022 stieß er zum mexikanischen Verein Capitanes de la Ciudad de México, der in der NBA G-League antritt. Anfang Februar 2023 wurde er im Rahmen eines Tauschgeschäfts an den Ligakonkurrenten Delaware Blue Coats abgegeben. Für Delaware kam er aber nicht zum Einsatz, zum Spieljahr 2023/24 wechselte Okafor zu Casademont Zaragoza in die spanische Liga ACB. Er bestritt elf Ligaspiele für die Mannschaft, in denen er im Durchschnitt 11,7 Punkte erzielte. Ende November 2023 verließ er Spanien und kehrte zu den Zhejiang Guangsha Lions zurück. Im Februar 2024 schloss er sich den Capitanes de Arecibo in Puerto Rico an.
Im Herbst 2024 nahmen die Indiana Pacers Okafor unter Vertrag, strichen ihn aber noch vor dem Auftakt der Saison 2024/25 wieder aus dem Aufgebot. Er wurde dann Mitglied der Indiana Mad Ants in der NBA G-League. Im Februar 2025 nahmen die Indiana Pacers Okafor mit einem 10-Tages-Vertrag auf.

### Nationalmannschaft
Im Jugendalter spielte Okafor für die US-Nationalmannschaften, wurde 2012 U17- und 2013 U19-Weltmeister.
Er war mit Nigerias Nationalmannschaft Teilnehmer der 2021 ausgetragenen Olympischen Sommerspiele 2020. Er erzielte bei dem Turnier in Tokio im Schnitt neun Punkte je Begegnung.

## Sonstiges
Der Basketballspieler Emeka Okafor ist ein entfernt verwandter Cousin von Jahlil Okafor.

## Karriere-Statistiken

### NBA

#### Hauptrunde
| Saison  | Team                    | GP  | GS  | MPG  | FG % | 3P % | FT % | RPG | APG | SPG | BPG | PPG  |
| ------- | ----------------------- | --- | --- | ---- | ---- | ---- | ---- | --- | --- | --- | --- | ---- |
| 2015–16 | Philadelphia            | 53  | 48  | 30.0 | .508 | .167 | .686 | 7.0 | 1.2 | 0.4 | 1.2 | 17.5 |
| 2016–17 | Philadelphia            | 50  | 33  | 22.7 | .514 |      | .671 | 4.8 | 1.2 | 0.4 | 1.0 | 11.8 |
| 2017–18 | Philadelphia / Brooklyn | 28  | 0   | 12.6 | .558 | .250 | .724 | 3.0 | 0.4 | 0.1 | 0.6 | 6.3  |
| 2018–19 | New Orleans             | 59  | 24  | 15.8 | .586 | .200 | .663 | 4.7 | 0.7 | 0.3 | 0.7 | 8.2  |
| 2019–20 | New Orleans             | 30  | 9   | 15.6 | .623 | .333 | .645 | 4.2 | 1.2 | 0.2 | 0.7 | 8.1  |
| 2020–21 | Detroit                 | 27  | 2   | 12.9 | .618 | .222 | .708 | 2.4 | 0.5 | 0.2 | 0.2 | 5.4  |
| Gesamt  | Gesamt                  | 247 | 116 | 19.5 | .542 | .222 | .676 | 4.7 | 0.9 | 0.3 | 0.8 | 10.4 |